# Maldives International Challenge 2023
Die Maldives International Challenge 2023 fand vom 5. bis zum 10. Juni 2023 in Malé statt. Es war die siebente Austragung dieser internationalen Meisterschaft der Malediven im Badminton.

## Sieger und Platzierte
| Disziplin    | Gold                                     | Silber                     | Bronze                                      |
| ------------ | ---------------------------------------- | -------------------------- | ------------------------------------------- |
| Herreneinzel | Ravi                                     | Soong Joo Ven              | Kiran George                                |
| Herreneinzel | Ravi                                     | Soong Joo Ven              | Kai Schäfer                                 |
| Dameneinzel  | Ashmita Chaliha                          | Tasnim Mir                 | Aisyah Sativa Fatetani                      |
| Dameneinzel  | Ashmita Chaliha                          | Tasnim Mir                 | Neslihan Yiğit                              |
| Herrendoppel | Pharanyu Kaosamaang Worrapol Thongsa-Nga | Low Hang Yee Ng Eng Cheong | Buwenaka Goonethileka Viren Nettasinghe     |
| Herrendoppel | Pharanyu Kaosamaang Worrapol Thongsa-Nga | Low Hang Yee Ng Eng Cheong | Christian Bernardo Alvin Morada             |
| Damendoppel  | Laksika Kanlaha Phataimas Muenwong       | Ashwini Bhat Shikha Gautam | Fungfa Korpthammakit Patida Srisawat        |
| Damendoppel  | Laksika Kanlaha Phataimas Muenwong       | Ashwini Bhat Shikha Gautam | Alyssa Leonardo Thea Marie Pomar            |
| Mixed        | Hoo Pang Ron Teoh Mei Xing               | Vinson Chiu Jennie Gai     | Alvin Morada Alyssa Leonardo                |
| Mixed        | Hoo Pang Ron Teoh Mei Xing               | Vinson Chiu Jennie Gai     | Ruttanapak Oupthong Jhenicha Sudjaipraparat |